# 爆笑校园
《爆笑校园》，是朱斌创作的第一个系列漫画，对应的年龄层是8到14岁的读者群，讲述的是一个从白吃村村里的小孩呆头来到大城市里念书的故事。而作者朱斌在大学时就开始给《漫画世界》供稿，于2005年7月，创作在《漫画世界》杂志发表。包括朱斌在内的漫画家年收入过千万，但作者自己因为盗版每年损失逾200万。